# Sudket Prapakamol

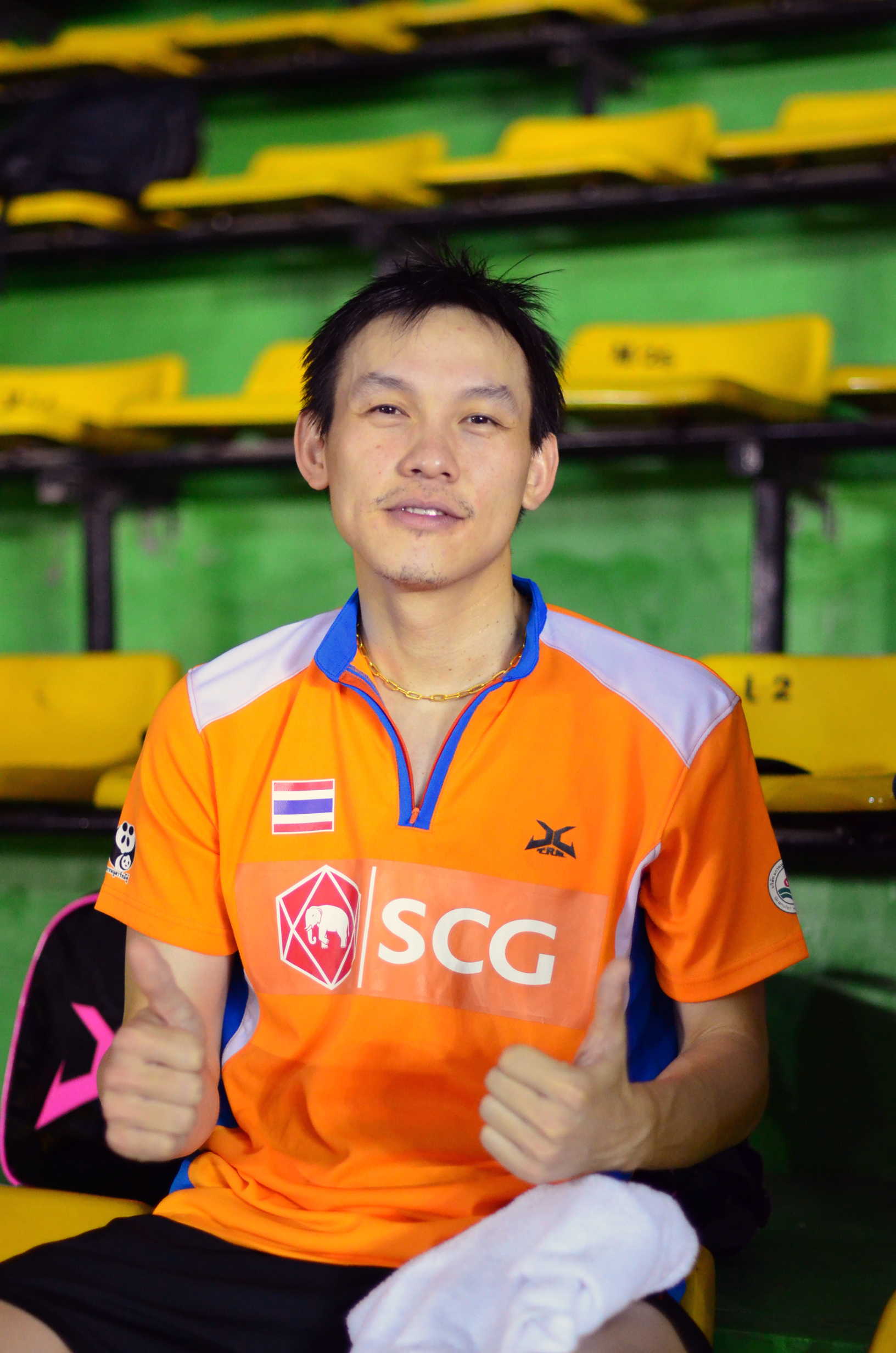
Sudket Prapakamol im Jahr 2013

Sudket Prapakamol (Thai: สุดเขต ประภากมล; * 8. Februar 1980 in Chon Buri) ist ein thailändischer Badmintonspieler.

## Sportliche Karriere
Als Junior verzeichnete Prapakamol seinen ersten großen Erfolg, als er Dritter bei der Badminton-Juniorenweltmeisterschaft 1998 im Doppel mit Patapol Ngernsrisuk wurde. 2004 startete Sudket Prapakamol erstmals bei Olympia im Mixed. Dort hatte er in der ersten Runde mit Saralee Thungthongkam ein Freilos, verlor jedoch das zweite Spiel und wurde Neunter. Bei der zweiten Teilnahme 2008 schafften es beide bis ins Viertelfinale. Im Herrendoppel mit Patapol Ngernsrisuk schied er 2004 dagegen schon in Runde eins aus.
2005 siegte er mit Saralee Thungthongkam bei den Asienmeisterschaften im Mixed. Die Japan Open beendeten beide 2005 ebenfalls siegreich. 2006 gab es Bronze bei den Asienspielen im Mixed und einen Titel bei den Philippines Open. Bei der Badminton-Weltmeisterschaft 2006 konnten beide die Bronzemedaille erkämpfen. Bei Welthochschulmeisterschaften gewann Prapakamol drei Goldmedaillen 2004 und 2007.
National siegte er mit seinen genannten Partnern erstmals bei den thailändischen Meisterschaften 2003 im Herrendoppel und im Mixed. Zwei weitere Titel im Doppel folgten bis 2006, fünf weitere im Mixed bis 2007, wobei er 2004 mit Kunchala Voravichitchaikul am Start war und nicht mit Saralee Thungthongkam.